# Glock 24
La Glock 24 è una pistola semiautomatica prodotta dall'austriaca Glock.
Camerata per il calibro .40 S&W, è la versione con canna allungata della Glock 22, infatti, rispetto alla versione sportiva della stessa Glock 22, la Glock 35, che ha canna di lunghezza 135 mm, la sua canna è lunga 153 mm, del resto, mentre la G35 è definita dallo stesso costruttore come appartenente alla categoria "Competition", la G24 appartiene alle "Long Slide".
Non è neanche da considerarsi una versione sportiva della G22, in quanto le versioni sportive hanno tutte un peso di sgancio del grilletto di 24 N contro i 28 di quelle non sportive e, come la G22, ha la tacca di mira di serie fissa, mentre quella della G35 è regolabile (come la G34 e la G41, le versioni sportive in 9x21 e 45 ACP delle G17 e G21).
Deve, invece, essere vista come una versione che, grazie alla maggior distanza tra mirino e tacca di mira dovrebbe consentire una maggior precisione di tiro, ma è poco diffusa perché assai ingombrante anche per un porto per tiro operativo non occulto, essendo lunga 243 mm (contro 224 mm della G35 e 202 mm della G22) e pesante 1090 g con caricatore pieno (contro 1030 g della 35 e 975 g della 22), infatti, di questa pistola non sono state prodotte le versioni Gen4 e Gen5 e non sarà ulteriormente sviluppata.